# Константинов, Константин Константинович
Константин Константинович Константинов (род. 10 февраля 1943, Мары, Туркменская ССР, СССР) — советский, молдавский и российский скульптор и живописец. Заслуженный деятель искусств Республики Молдова. Член союза художников Москвы, Молдовы, России и Международной ассоциации союза художников (МАСХ). Почетный член Российской академии художеств.

## Биография
Родился 10 февраля 1943 года в городе Мары Туркменская ССР, СССР (ныне Туркменистан) в семье молдавских актёров театра и кино. Отец — Константин Тимофеевич Константинов — артист театра и кино, народный артист Молдавской ССР. Мать — Екатерина Григорьевна Казимирова — артистка театра и кино, народная артистка Молдавской ССР.
В 1944 году переехал вместе с родителями в Кишинёв. Семья была дружная, в доме царила творческая атмосфера. Частыми гостями в доме Константиновых были артисты театра и кино, музыканты, поэты и художники.
В 1949 году Константинов пошёл в русскую школу. В школе его прозвали «борцом за справедливость». Детство было связано с театром и гастролями родителей. Посещал музыкальную школу, играл на скрипке и виолончели. С раннего детства увлекался рисованием и лепкой.
Отец Константинова привел его к известному скульптору Лазарю Дубиновскому. Увидев способности юного Константина Константиновича, тот рекомендовал ему дальше продолжать заниматься скульптурой.
Окончив восемь классов, в 1958 году поступил в Республиканское художественное училище им. Репина (ныне Республиканский художественный колледж А. Плэмэдялэ) в Кишинёве. Обучался под руководством скульптора А. Майко. Учился прилежно и получал хорошие оценки. После третьего курса стал обладателем Ленинской стипендии.
Окончив училище в Кишинёве в 1963 году с отличием, поступил в Московское высшее художественно-промышленное училище (ныне Московская художественно-промышленная академия имени С. Г. Строганова) на отделение монументально-декоративной скульптуры. Его учителями были Г. А. Шульц, С. Л. Рабинович и А. Н. Бурганов. В 1968 году, окончив обучение, вернулся в Кишинёв и начал преподавать в Республиканской художественном училище им. Репина. В 1969 году стал членом Союза художников СССР. В 1970 году вернулся обратно в Москву.
За плодотворную творческую деятельность, вклад в продвижение культурных ценностей и высокое профессиональное мастерство, в 2015 году скульптору присвоили почетное звание Республики Молдова — «Om Emerit».
31 октября 2023 года состоялось вручение академической регалии Почетного члена Российской академии художеств.
Участник более 150 выставок. Принял участие в реконструкции Храма Христа Спасителя, сделав для фасада храма фигуры князя Владимира и княгини Ольги.
Работы Константинова можно встретить в Третьяковской галерее, музеях Молдовы и Украины и других странах СНГ, а также в частных художественных галереях в США, Японии, Румынии, Украине, Турции, Германии и Израиля.

## Награды и звания
- Om Emerit (Молдавия, 2015)[5]
- Maestru în Artă (Молдавия, 2020)[9]

## Основные скульптурные произведения
- Памятник «Господарю Молдовы, советнику Петра I — Дмитрию Кантемиру» в музее-заповеднике Царицыно, г. Москва;
- Мемориальная доска народным артистам Константину Константинову и Казимировой Екатерине в г. Кишинёве[10][11];
- «Пушкину и Крылову» в г.Пушкино;
- Фигуры князя Владимира и княгини Ольги для Храма Христа Спасителя при арке левых малых врат[12];
- Надгробный памятник поэту Григорию Виеру в г. Кишинёве[13];
- Памятник «Воинам-Афганцам» в г.Воскресенск[14];
- Памятник «Живым и павшим воинам и участникам локальных конфликтов» в г.Фрязино[15];
- Памятник «Княгине Марии Кантемир» в пос. Улиткино;
- Памятник «Воинам-героям павшим в войне 1941—1945 гг.» в г.Мытищи;
- Памятник «Павшим воинам в годы Великой Отечественной войны» в пос. Парканы, с. Васиены и с. Бардар;
- Памятник «Воинам-освободителям» в пос.Суклея;
- «Никто не забыт, ничто не забыто» в пос.Карпинены;
- Памятник «Воинам-героям» в г.Томск;
- Памятник «Господарю Молдовы, советнику Петра I — Дмитрию Кантемиру» в музее-заповеднике Царицыно, г. Москва;
- Памятник «Героям павшим в боях Великой Отечественной войны» в г.Мубарек;
- Мемориальные доски генералу Николаю Ватутину, писателю Дмитрию Фурманову, конструктору ракетной техники Валентину Глушко;
- Бюст Михаила Садовяну на Аллее Классиков в г. Кишинёв.
- Памятник Ильи Рутбергу на Троекуровском кладбище[16].

Памятник А. С. Пушкину и И. А. Крылову в г. Пушкино
Памятник Дмитрию Кантемиру в музее-заповеднике «Царицыно»
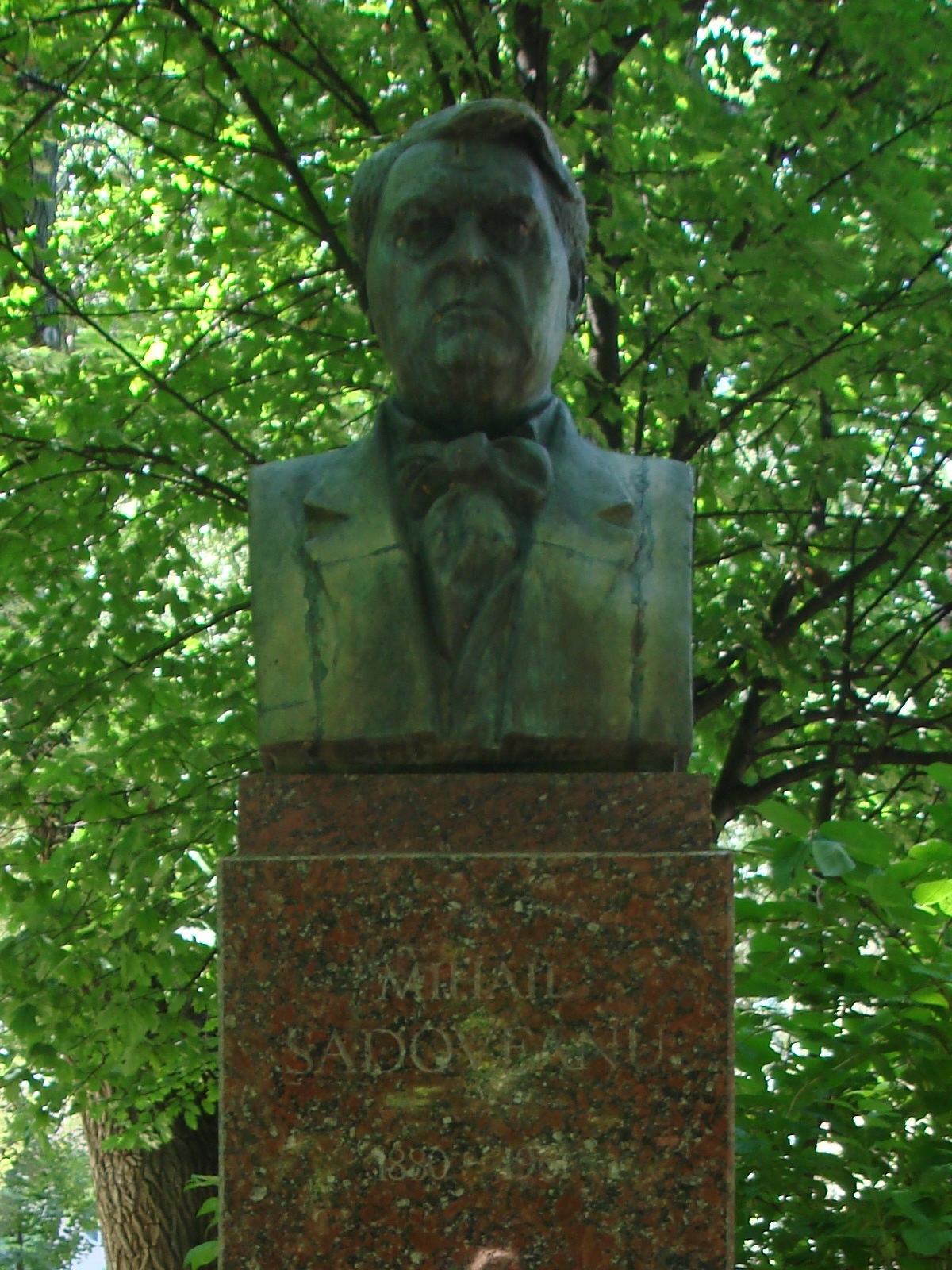
Бюст Михая Садовяну на Аллее Классиков в Кишинёве
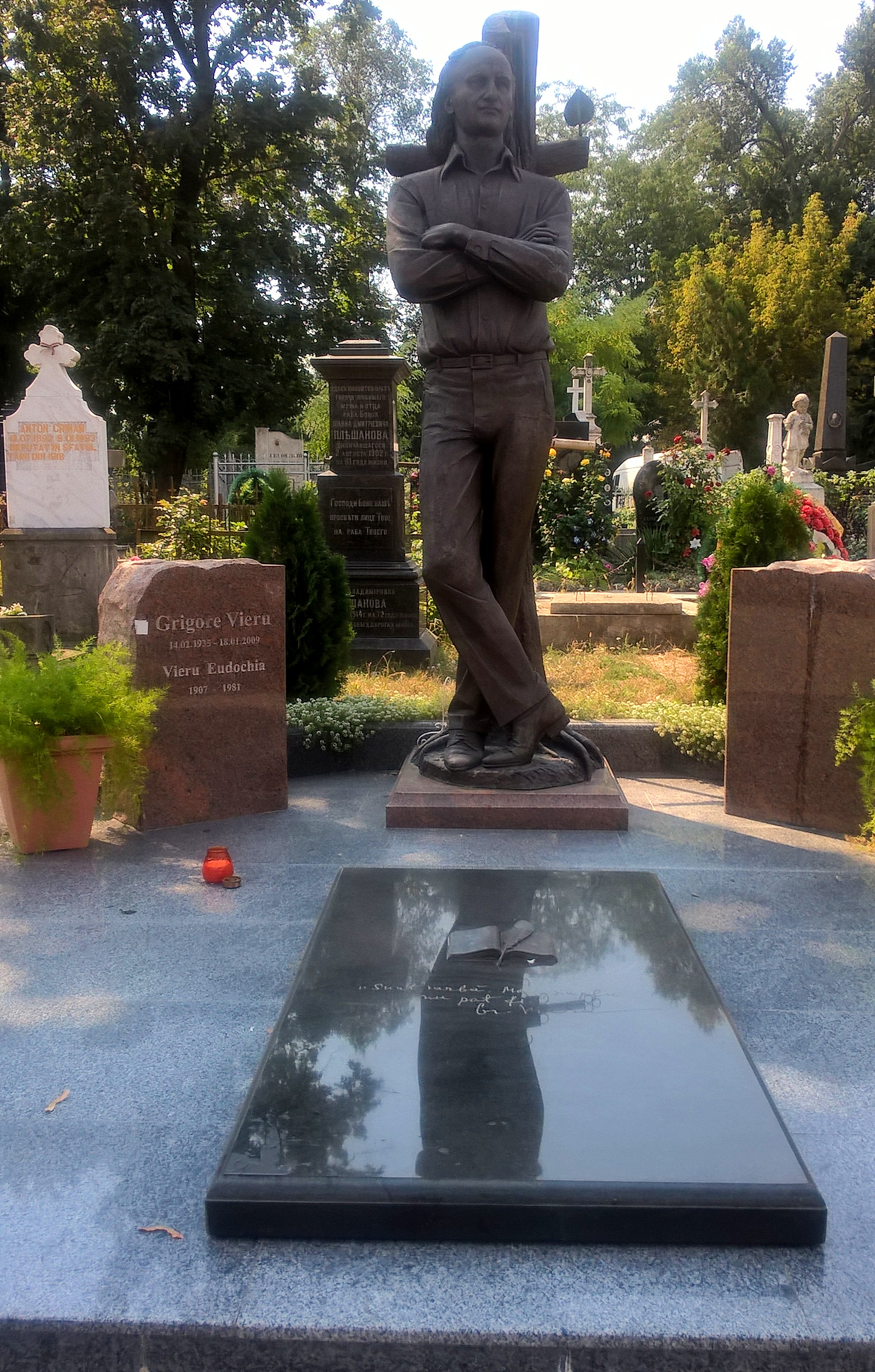
Надгробный памятник Григорию Виеру
Памятник Ильи Рутбергу на Троекуровском кладбище